# Public Pigeon No. 1
Public Pigeon No. One (O Grande Vigarista, no Brasil) é um filme estadunidense de 1957 dirigido por Norman Z. McLeod, estrelando Red Skelton e Janet Blair nos papeis principais.

## Produção
Uma versão da história do filme, escrito por Don Quinn e Larry Berns, adaptado por Devery Freeman e estrelando Red Skelton, foi transmitido pela primeira vez no programa de televisão Climax! da CBS em 8 de setembro de 1955. Embora os créditos do filme terminasse com a declaração: "Distribuído pela RKO Radio Pictures", ele foi realmente lançado pela Universal-Internacional.
De acordo com o The Hollywood Reporter, o diretor de produção da RKO, William Dozier, considerou a contratação de Norman Taurog ou George Marshall para dirigir o filme. Embora em fevereiro de 1956 o "Rambling Reporter" informasse que as irmãs Jayne e Audrey Meadows estivessem escaladas para o elenco, elas não apareceram no filme. A RKO também queria Jane Powell para o filme. Pigeon Público No. 1 foi o último grande papel no cinema de Red Skelton, embora ele continuasse a aparecer na televisão.

## Elenco
- Red Skelton	...	Rusty Morgan
- Janet Blair	...	Edith Enders
- Vivian Blaine	...	Rita DeLacey
- Jay C. Flippen	...	Lt. Ross Qualen
- Allyn Joslyn	...	Harvey Baker
- Benny Baker	...	Frankie Frannis
- Milton Frome...	Avery
- John Abbott	...	Dipso Dave Rutherford
- Howard McNear	...	Warden